# بث شاپیرو
بث آلیسون شاپیرو (انگلیسی: Beth Shapiro؛ زادهٔ ۱۴ ژانویهٔ ۱۹۷۶) زیست‌شناس مولکولی-تکاملی آمریکایی است که به عنوان معاون مدیر ژنومیک حفاظتی در مؤسسه ژنومیک UC سانتا کروز و محقق مؤسسه پزشکی هاوارد هیوز فعالیت می‌کند. در مارس ۲۰۲۴، او به سمت مدیر ارشد علمی شرکت کولوسال بایوساینس منصوب شد. شاپیرو همچنین در دپارتمان بوم‌شناسی و زیست‌شناسی تکاملی دانشگاه کالیفرنیا، سانتا کروز تدریس کرده است.
تمرکز اصلی تحقیقات شاپیرو بر تحلیل DNA باستانی بوده است. او در سال ۲۰۰۶ موفق به دریافت بورسیه تحقیقاتی دانشگاهی انجمن سلطنتی و در سال ۲۰۰۹ بورسیه مک‌آرتور شد.

## دوران کودکی و تحصیلات
شاپیرو در ۱۴ ژانویه ۱۹۷۶ در آلنتاون، پنسیلوانیا به دنیا آمد و در رم، جورجیا بزرگ شد. او در دوران دبیرستان به عنوان گوینده اخبار محلی فعالیت داشت. در سال ۱۹۹۴ با معدل کامل ۴٫۰ از دبیرستان رم فارغ‌التحصیل شد و وارد دانشگاه جورجیا گردید. پیش از انتخاب بوم‌شناسی به عنوان رشته اصلی، در زمینه‌های زبان چینی ماندارین، اسپانیایی، ادبیات انگلیسی و زمین‌شناسی تحصیل کرده بود.
در سال ۱۹۹۹، شاپیرو با درجه ممتاز در مقطع کارشناسی و کارشناسی ارشد بوم‌شناسی فارغ‌التحصیل شد و در همان سال موفق به دریافت بورسیه تحصیلی رودز گردید. او در سال ۲۰۰۳ مدرک دکترای خود را از دانشگاه آکسفورد تحت راهنمایی الن جی. کوپر در زمینه استنتاج تاریخچه و فرآیندهای تکاملی با استفاده از DNA باستانی دریافت کرد.

## حرفه علمی
در سال ۲۰۰۴، شاپیرو به عنوان پژوهشگر بنیاد ولکام تراست در دانشگاه آکسفورد و مدیر مرکز بیومولکول‌های هنری ولکام در آکسفورد منصوب شد. در سال ۲۰۰۶، او موفق به دریافت بورسیه تحقیقاتی دانشگاهی انجمن سلطنتی شد. در طول فعالیت در مرکز بیومولکول‌ها، شاپیرو تجزیه و تحلیل DNA میتوکندریایی پرنده منقرض‌شده دودو را انجام داد.
تحقیقات شاپیرو در زمینه بوم‌شناسی در مجلات معتبری از جمله زیست‌شناسی و تکامل مولکولی، زیست‌شناسی پلوس، علم و نیچر منتشر شده است. در سال ۲۰۰۷، مجله اسمیتسونین او را به عنوان یکی از ۳۷ نوآور جوان آمریکایی زیر ۳۶ سال معرفی کرد.

## فعالیت‌های اجرایی
در سال ۲۰۲۴، شاپیرو به عنوان مدیر ارشد علمی کولوسال بایوساینس منصوب شد تا به این شرکت در دستیابی به اهداف احیای گونه‌های منقرض‌شده و حفاظت از گونه‌ها کمک کند. در همین سال، او به دلیل اظهارنظر دربارهٔ غیرممکن بودن احیای دایناسورها به روش‌های مرسوم در داستان‌های علمی-تخیلی، با واکنش‌های منفی طرفداران مجموعه پارک ژوراسیک مواجه شد.
در سال ۲۰۲۵، شرکت کولوسال از ایجاد موش‌های پشمالو به عنوان بخشی از فرایند احیای ماموت‌ها خبر داد. هنگامی که کریگ کالندر، فیلسوف، این اقدام را «یک حرکت تبلیغاتی» خواند، شاپیرو پاسخ داد: «برخی معتقدند کل شرکت ما یک حرکت تبلیغاتی است… ویرایش ژن می‌تواند برای کمک به مقاومت گونه‌ها در برابر بیماری‌ها، بازیابی تنوع ژنتیکی از دست رفته یا اصلاح توالی‌های ژنی که منجر به بیماری‌های ژنتیکی شده‌اند، استفاده شود.»

## تألیفات
از جمله آثار منتشرشده شاپیرو می‌توان به زندگی آنگونه که ما ساختیم: چگونه ۵۰٬۰۰۰ سال نوآوری انسانی طبیعت را اصلاح و بازتعریف کرد، استنتاج بیزیانی از دینامیک جمعیت گذشته از توالی‌های مولکولی، ظهور و سقوط گاومیش کوهان‌دار استپی برینگیا، DNA باستانی: روش‌ها و پروتکل‌ها، چگونه یک ماموت را شبیه‌سازی کنیم: علم احیای گونه‌های منقرض‌شده، پرواز دودو، بقایای جزئی گاومیش کوهان‌دار استپی (Bison priscus) از دوره پلیستوسن در تسینیگچیک، قلمروهای شمال غربی، کانادا اشاره کرد.

## جوایز و افتخارات
شاپیرو در طول دوران حرفه‌ای خود موفق به دریافت جوایز متعددی شده است، از جمله عضو آکادمی هنرها و علوم آمریکا (۲۰۲۳)، کاشف نوظهور انجمن نشنال جئوگرافیک (۲۰۱۰)، جایزه فارغ‌التحصیل جوان دانشگاه جورجیا (۲۰۱۰)، بورسیه مک‌آرتور (۲۰۰۹)، بورسیه تحقیقاتی دانشگاهی انجمن سلطنتی (۲۰۰۶) و بورسیه رودز (۱۹۹۹)، وی همچنین برندهٔ جوایزی همچون بورسیه مک‌آرتور و بورسیه رودز شده است.